# Jon Jauregi
Jon Jauregi Bereziartua (Beasáin, 1 de noviembre de 1964) es un abogado y político español por el Partido Nacionalista Vasco. 

## Biografía

### Infancia y formación
Jon Jauregi nació en la localidad guipuzcoana de Beasáin en 1964. Está vinculado desde muy joven al Partido Nacionalista Vasco al que se afilió en 1981. Estudió la carrera de Derecho y posteriormente hizo un posgrado en Recursos Humanos.

### Ayuntamiento de Beasáin
Jon Jauregi estuvo durante 12 años ligado al ayuntamiento de Beasáin, los primeros 4 años, entre 1991 y 1995 fue concejal; para ser durante los 8 siguientes el alcalde de esta localidad. En 1995 encabezó con éxito la lista de su partido, el PNV, a la alcaldía de Beasáin, siendo el candidato más votado y obteniendo el puesto. En 1999 repitió en las elecciones para obtener un segundo mandato encabezando esta vez una lista conjunto de PNV y Eusko Alkartasuna. No obtuvo la mayoría absoluta, aunque repitió en la alcaldía, teniendo que llegar a pactos con la oposición para gobernar. Según declaraciones propias su momento más duro en la política lo vivió en este cargo, cuando ETA asesinó a dos ertzainas en Beasáin el 23 de noviembre de 2001. Entre 1999 y 2003 fue además presidente de Udalbiltza del PNV y EA.

### Diputado del Congreso
En 2003 no se presentó a la reelección como alcalde y unos meses después, en septiembre de 2003, fue elegido por el PNV para ocupar un escaño en el Congreso de los Diputados en sustitución de Joxe Joan González de Txabarri, que había sido elegido diputado general de Guipúzcoa y por ello debía dejar su plaza en el Congreso de Madrid. Jon Jauregi fue congresista durante los últimos cuatro meses de la vi Legislatura de España, dejando su cargo en vísperas de las elecciones generales de 2004. Tras las elecciones de 2004 en las que no se presentó; Jauregi ha estado dedicado durante dos años a actividades privadas, aunque ha mantenido cargos de relevancia dentro del PNV.

### Su candidatura a las Juntas Generales de Guipúzcoa
Jauregi está considerado como perteneciente al sector del PNV afín a Joseba Egibar, que resultó derrotada en enero de 2004 frente a la de Josu Jon Imaz en las elecciones internas por la presidencia del partido. Sin embargo ese sector logró controlar la ejecutiva guipuzcoana del partido.
El 18 de octubre de 2006 la ejecutiva del PNV en Guipúzcoa anunció que no apoyaría la candidatura de Joxe Joan González de Txabarri —considerado afín al sector de Imaz— a la reelección como diputado general de Guipúzcoa en las elecciones de 2007 y que propondría a las bases la candidatura de Jon Jauregi. En los meses posteriores las agrupaciones locales del PNV de Guipúzcoa refrendaron la candidatura presentada por la dirección de su partido en Guipúzcoa y Jauregi fue elegido candidato con el voto del 70 % de las asambleas locales del partido.
Sin embargo, tras dar a conocer la Cadena SER una serie de supuestos fraudes fiscales cometidos por Jauregi con varios bienes inmobiliarios, el 2 de marzo de 2007 el candidato decidió no presentarse a las elecciones forales, en aras a preservar la apuesta política del Partido Nacionalista Vasco en Guipúzcoa. En su lugar fue elegido finalmente Markel Olano candidato del PNV al cargo de diputado general. Olano resultaría elegido diputado general con apoyo de Eusko Alkartasuna tras quedar segundo en las elecciones empatado a escaños y a escasa distancia del PSE-EE (PSOE).
El PNV de Guipúzcoa acusó a un sector de su partido, de estar detrás de las noticias publicadas por la emisora de radio y presentó una denuncia a la agencia vasca de protección de datos. Un año más tarde, los resultados de la inspección fiscal a la que se sometió voluntariamente Jauregi y la resolución de la Agencia de Protección de Datos que demostró que fue desde la propia Diputación Foral de Guipúzcoa de donde se filtraron algunos datos fiscales del candidato a los medios de comunicación. A raíz de este asunto la Asamblea Regional del PNV en Guipúzcoa invitó a Joxe Joan González de Txabarri y otros miembros de su antiguo gabinete a que abandonarán el partido.
En la actualidad Jon Jauregi es miembro de la ejecutiva del PNV de Guipúzcoa y miembro del Consejo de Administración y de la Comisión Ejecutiva de la Kutxa.